# マンダレイ
『マンダレイ』（Manderlay）は2005年にデンマーク他6カ国の出資で製作された映画。ラース・フォン・トリアー監督・脚本による「アメリカ合衆国 - 機会の土地」三部作の2作目。主演はブライス・ダラス・ハワード。
観念的な「多数決主義」や「自由主義」を力ずくで押し付けることや、人間を類型に当てはめようとすることの愚かしさを描く。
2005年のカンヌ国際映画祭コンペティションに、トリアーの監督作としては通算7本目のノミネートを果たした。

## ストーリー
舞台は1933年のアラバマ州、南北戦争と奴隷解放宣言からおよそ70年。縄張りを失って旅をしていたグレース（ハワード）たちギャング団は大農場マンダレイの前で黒人の女に呼び止められる。そこでは依然として奴隷制度同様の搾取が横行し、今まさに「使用人」の一人ティモシー（バンコレ）がむち打たれようとしていた。グレースが銃の力で割り込むと農場の女主人（バコール）は息絶えてしまう。命令するものを失って途方にくれる黒人の使用人たちをみてグレースは、マンダレイを民主的で自由な共同体につくりかえる決心をするが…。

## キャスト
- ブライス・ダラス・ハワード：グレース
- イザック・ド・バンコレ：ティモシー
- ダニー・グローヴァー：ウィレルム
- ウィレム・デフォー：グレースの父親
- ジェレミー・デイヴィス：ニールス
- クロエ・セヴィニー：フィロメナ
- ローレン・バコール：女主人
- ウド・キア：ミスター・カースプ
- モナ・ハモンド：オールド・ウィルマ
- ジャン＝マルク・バール：ミスター・ロビンソン
- ジェリコ・イヴァネク：Dr.ヘクター
- テディ・ケンプナー：ジョセフ
- ルエラ・ギデオン：ヴィクトリア
- ジニー・ホルダー：エリザベス
- クライヴ・ロウ：サミー
- エマニュエル・アイドウ：ジム
- ジャヴォン・プリンス：ジャック
- スゼット・ルウェリン：フローラ
- ジョセフ・マイデル：マーク
- ジョン・ハート：ナレーター

## 製作
前作『ドッグヴィル』に引き続き、床に枠線や説明の文字を描き建物の一部をセットに配しただけの舞台やジョン・ハートによる詳細なナレーションなどの実験的な手法で作られている。

### キャスティング
主演（グレース役）がニコール・キッドマンからブライス・ダラス・ハワードに変わった。前作で脇役を演じた数人の俳優が別の役で再出演している。